# فيليب فورد
فيليب فورد (بالإنجليزية: Philip Ford)‏ هو مخرج وممثل أمريكي، ولد في 16 أكتوبر 1900 في بورتلاند في الولايات المتحدة، وتوفي في 12 يناير 1976 في لوس أنجلوس في الولايات المتحدة بسبب سرطان.

## وصلات خارجية
- فيليب فورد على موقع IMDb (الإنجليزية)
- فيليب فورد على موقع أول موفي (الإنجليزية)
- فيليب فورد على موقع قاعدة بيانات الأفلام السويدية (السويدية)
- فيليب فورد على موقع قاعدة بيانات الفيلم (الإنجليزية)
- فيليب فورد على موقع كينوبويسك (الروسية)